# Gelimer
Gelimer (również Geilamir; ur. ok. 480, zm. po 533) – król Wandalów i Alanów w latach 530–534, ostatni władca północnoafrykańskiego Królestwa Wandalów. 
Królestwo objął w 530 w wyniku rewolty przeciw swemu kuzynowi, sprzyjającemu katolicyzmowi Hilderykowi, którego zdetronizował i uwięził. Gelimer przywrócił w państwie tradycyjnie uprzywilejowaną pozycję arianizmu, którego wyznawcami byli w swej większości Wandalowie. Wywołało to reakcję cesarza Bizancjum Justyniana, który pod pretekstem pomocy Hilderykowi i katolickiej ludności romańskiej wysłał przeciw uzurpatorowi armię pod wodzą Belizariusza (533). Na wieść o zbliżającym się najeździe Gelimer zamordował swego kuzyna i jego stronników. Wraz z bratem Tzazonem usiłował powstrzymać najazd bizantyński. Wandalowie zostali jednak rozbici w dwóch bitwach: pod Ad Decimum i pod Trikamarum. Po drugiej porażce Gelimer uciekł w górzyste tereny Numidii, został wkrótce schwytany i wydany armii cesarskiej przez Berberów. Sprowadzony do Konstantynopola został tam jednak ułaskawiony, a zwycięski Justynian nadał mu majątek ziemski w Galacji.